# Eulabee Dix

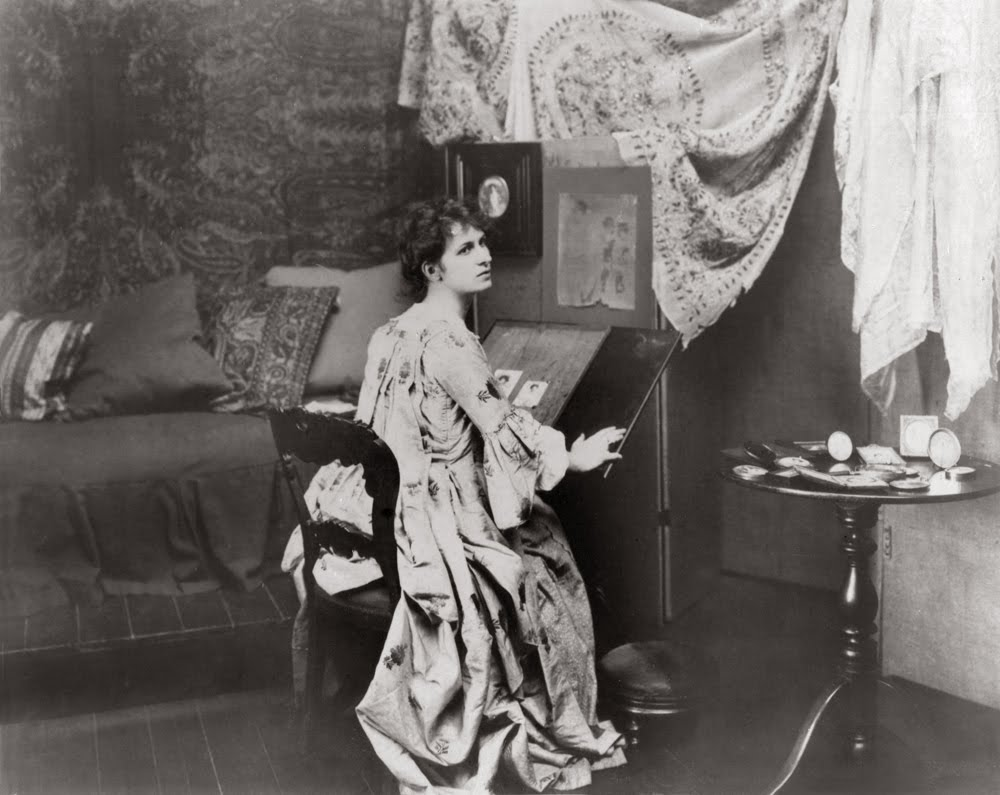
Eulabee Dix in ihrem Atelier, Carnegie Hall Towers, um 1903

Eulabee Dix Becker (* 5. Oktober 1878 in Greenfield, Illinois; † 14. Juni 1961 in New Canaan, Connecticut) war eine US-amerikanische Malerin und Miniaturistin. Sie wurde vor allem durch ihre Porträtminiaturen bekannt und zählte zu den letzten bedeutenden Vertreterinnen dieser Kunstform.

## Leben
Eulabee Dix wurde 1878 in Greenfield, Illinois, geboren und wuchs in St. Louis auf. Nach einem zweijährigen Studium an der St. Louis School of Fine Arts zog sie 1899 nach New York City. Die extravagante, charismatische und zuweilen unberechenbare Dix war mit den innovativsten Künstlern und Schriftstellern der Stadt befreundet. Für kurze Zeit war sie Schülerin von William Merritt Chase (1849–1916) an der New York School of Art, bevor sie sich für ein Studium der Porträtminiaturen bei William J. Whittmore an der Art Students League entschied. In den Jahren 1900–1901 nahm sie außerdem jeweils für etwa einen Monat Unterricht bei George Bridgman (1864–1943), Walter Clark (1876–1906) und Kenyon Cox (1856–1919), ebenfalls an der Art Students League. Isaac A. Josephi wurde Dix’ Mentor und ihre große Liebe. 1902 bezog sie ein Atelier im neuesten Teil der Carnegie Hall Towers. Zu ihren Nachbarn gehörten der Illustrator Charles Dana Gibson (1867–1944) und die Miniaturmalerin Theodora W. Thayer.
Ein kleines Erbe ermöglichte ihr im Jahr 1904 ihre erste Europareise. Bald darauf folgten Kritikerlob und eine Reihe von Einzelausstellungen in London, New York und anderen Städten. Sie malte nicht nur Miniaturporträts berühmter Persönlichkeiten wie Mark Twain (1908, National Portrait Gallery, Smithsonian Institution, Washington, D.C.) und adliger Personen wie Lady Paget (1904), sondern saß auch selbst Modell für Porträts ihrer Freunde, darunter die Fotografin Gertrude Käsebier (1852–1934) sowie die Künstler John Butler Yeats (1839–1922) und Robert Henri (1865–1929).
1910 heiratete Dix den Rechtsanwalt Alfred LeRoy Becker aus New York City. Sie bekamen zwei Kinder und zogen nach Buffalo und Albany. Es war eine unglückliche Ehe, die 1925 endete. Danach zog Dix mehrmals um, lebte in Frankreich, New York, Südkalifornien und Lissabon und versuchte, sich mit Malerei und anderen Mitteln über Wasser zu halten. In den 1920er Jahren führte Dix ihre „Tischporträts“ ein. Diese waren im Durchschnitt acht mal sechs Zoll groß, steckten in eigens dafür entworfenen, etwa vierzehn Zoll hohen Rahmen und sollten herkömmliche Porträts in Wohnungen ersetzen.
Das National Museum of Women in the Arts besitzt 86 ihrer Gemälde in seiner ständigen Sammlung. Darüber hinaus verfügt das Museum über ein Archiv mit Briefen, Tagebüchern und anderen Manuskripten, die sich auf ihr Leben beziehen. Außerdem werden ihre Palette und ihre Pinsel, ihre Auszeichnungen sowie eine Bleistiftskizze von John Butler Yeats aufbewahrt. Das Archiv ist unter dem Namen „Eulabee Dix Papers“ bekannt und wurde dem Museum im Jahr 1989 von Joan Becker Gaines, der Tochter Dix', anvertraut.